# Lugar designado por el censo
En los Estados Unidos, un lugar designado por el censo (traducción literal de la frase en inglés: 'census-designated place', CDP) es un lugar, una concentración de población, identificado por la Oficina del Censo de los Estados Unidos para fines estadísticos. Los CDP se designan para cada censo decenal como contrapartida en la estadística de los lugares incorporados como ciudades, pueblos y villas rurales. Son comunidades que carecen de gobierno local, pero que físicamente se parecen a los lugares incorporados. Los CDP se designan para proveer información de las concentraciones de personas que están identificadas por nombres, pero no están legalmente constuitidos bajo las leyes del estado en la cual están localizadas. Los límites de los CDP no tienen ningún estatus legal.
Se incluyen las pequeñas comunidades rurales, colonias que se encuentran a lo largo de la frontera de EE. UU. con México, y no constituidas en sociedad (como complejos y comunidades de jubilados). Los límites de un CDP no tienen valor jurídico, por lo tanto, puede que no siempre se correspondan con el conocimiento local de la zona o de la comunidad con el mismo nombre. Sin embargo, los criterios establecidos para el Censo 2010, se exige que el nombre de los CDP debe «ser uno que sea reconocido y utilizado en la comunicación diaria de los residentes de la comunidad» (y no «un nombre desarrollado exclusivamente para la planificación o para otros fines») y recomienda que los límites de un CDP se asignará sobre la base de la extensión geográfica asociada con el uso de los residentes de la ciudad.
La Oficina del Censo de los EE. UU. afirma que los lugares designados no se consideran lugares incorporados, y que incluye lugares censo-señalados de Hawái en sus listas de población de la ciudad, porque ese estado no tiene incorporadas las ciudades. Además, las listas del censo de la ciudad desde 2007 incluyen los CDP del Condado de Arlington (Virginia) en la lista con los lugares incorporados.

## Propósito de la designación
Hay una serie de razones para la designación de un CDP:
- El área puede ser más urbana que sus alrededores, con una concentración de la población con un núcleo definido residencial, tales como Whitmore Lake (Míchigan), o Hershey (Pensilvania).
- Un lugar que antes se incorporó se puede desincorporar o anexarse por un pueblo vecino, pero la ciudad antigua o una parte de ella todavía puede ser reportado por el censo como un CDP por el cumplimiento de los criterios para un CDP. Un ejemplo es el antiguo pueblo de Covedale, en comparación con Covedale (Ohio).
- El área puede contener una institución fácilmente reconocible, por lo general ocupan una gran superficie de tierra, con una identidad distinta de la comunidad circundante. Esto podría aplicarse a grandes bases militares (o partes de una base militar) que no están dentro de los límites de una comunidad existente, tales como Fort Campbell North o Fort Knox, Kentucky.[4] Esto hizo confuso para determinar cuál de los «pueblos» fueran o no fueran incorporados.[4] Otro ejemplo es la Universidad de Stanford, donde se encuentra el campus de la Universidad de Stanford.
- En algunos casos, el CDP se puede definir para el área urbanizada que rodea a un municipio incorporado, pero que está fuera de los límites municipales, por ejemplo, los proyectos de desarrollo comunitario de los antiguos Great Galesburg (Míchigan) y Great Upper Marlboro (Maryland).
- En otros casos, el límite de un lugar incorporado puede dividir en dos una comunidad reconocida. Un ejemplo de esto es Bostonia (California), que se extiende a los límites de la ciudad de El Cajón. El USGS sitúa el núcleo de Bostonia dentro de El Cajón. El CDP de Bostonia cubre el área metropolitana de El Cajón y áreas no incorporadas del Condado de San Diego, que generalmente es al norte de esa parte de Bostonia en El Cajón.
- La Oficina del Censo trata a todos municipios como lugares no constituidas en sociedad, incluso en aquellos estados donde los municipios se incorporan bajo la ley estatal. Esto es así incluso en los estados (es decir Nueva York, Míchigan, Minnesota, Nueva Jersey y Dakota del Sur), donde la Oficina del Censo reconoce que "todos los municipios funcionan activamente las unidades gubernamentales.»[5]
- En algunos estados, un CDP se puede definir dentro de un municipio incorporado que (para los fines del censo) es considerado como una división civil menor. Por ejemplo, en las ciudades Massachusetts y Connecticut se han incorporado los municipios, pero también puede incluir tanto en zonas rurales y urbanas. CDP puede ser definida para describir las áreas urbanizadas dentro de los municipios tales, como en el caso de North Amherst.
- Algunos proyectos de desarrollo comunitario representan una suma de varias comunidades cercanas, por ejemplo Shorewood-Tower Hills-Harbert (Míchigan) o Egypt Lake-Leto. Sin embargo, la Oficina del Censo suspendió este método para el Censo 2010.[1][6]
- Hawái es el único estado que no tiene lugares incorporados reconocidos por la Oficina del Censo de EE. UU. por debajo del nivel del condado. Todos los datos de los lugares en Hawái reportado por el censo son proyectos de desarrollo comunitario.[4]
- En algunos estados, la Oficina del Censo podrá designar a toda una división administrativa secundaria (MCD), como un CDP (por ejemplo el Municipio de West Bloomfield (Míchigan) o Reading (Massachusetts)). Tales designaciones se utilizan en los estados donde el MCDS la función del poder público fuerte y prestación de servicios equivalentes a un municipio incorporado (Nueva Inglaterra, los Estados del Atlántico Medio, Míchigan, y Wisconsin). DCP aparecen en una categoría aparte en los datos del censo de los lugares (es decir, lugares incorporados y CDP), sin embargo, se parecen mucho a estos DCP lugares incorporados, y, por lo tanto, CDP colindantes con los DCP se definen de manera que estos lugares aparecen en las dos categorías de los datos del censo. Esta práctica ya no se utiliza en el Censo 2010.[1]